# Куп Босне и Херцеговине у одбојци за жене 2016/17
Куп Босне и Херцеговине у одбојци за жене 2016/17 је 12 издање куп такмичења за одбојкашице који организује Одбојкашки савез Босне и Херцеговине.

## Систем такмичења
Од сезоне 2014/14 у Купу Босне и Херцеговине игра се само финални турнир на којем учествују четири екипе односно финалисти Купа Републике Српске и финалисти Купа Федерације БиХ. У полуфиналу се састају побједник Купа РС и финалиста Купа Федерације БиХ односно побједник Купа Федерације БиХ и финалиста Купа РС, а побједници полуфиналних дуела у финалу одлучују о побједнику Купа БиХ.
Финални турнир Купа БиХ за сезону 2016/16 одиграће се у периоду од 10-12. марта 2017 године а домаћин ће бити један од тимова учесника.

## Тимови учесници
| Клуб                | Град      | Квалификација                   |
| ------------------- | --------- | ------------------------------- |
| ЖОК Бимал Јединство | Брчко     | Побједник Купа Републике Српске |
| УОК БЛ Волеј        | Бања Лука | финалиста Купа Републике Српске |
| ЖОК Слобода         | Тузла     | Побједник Купа Федерације БиХ   |
| ОК Кула Градачац    | Градачац  | финалиста Федерације БиХ        |

## Резултати

##### Полуфинале
- ЖОК Бимал Јединство - ОК Кула Градачац
- ЖОК Слобода - УОК БЛ Волеј